# Iglesia de la Asunción (Carcagente)
La iglesia parroquial de la Asunción es un templo católico situado en la plaza Mayor, 10, en el municipio de Carcagente (Valencia) España. Es Bien de Relevancia Local con identificador número 46.20.083-001.

## Historia
En 1434, el vicario general Francesc Sabater concedió licencia para que en Carcagente, que entonces formaba parte de la parroquia de Ternils, en término de Alcira, se edificara una iglesia.
En la visita pastoral de 1547 se indica que la iglesia se encuentra bajo la advocación de la Asunción de la Virgen. En esta visita se instó a los carcagentinos a que ampliaran el templo al efecto de que se le destinara un vicario. Para hacerlo se alargó hasta el templo en 1551, adquiriéndose una casa. El maestro de obras fue Guillem Torres Las obras continuaron en el periodo 1553-1576.
La riada de 1571 afectó fuertemente Ternils, cuyos habitantes se trasladaron a Carcagente, de forma que esta población pasó a ser el centro de la vida local. En 1585 se amplió el campanario y en 1597 la nueva sacristía y el archivo. En 1604 se remató el campanario.
En 1632 se modificó el plano, tomando su forma definitivo de crucero. El terremoto de 1644 no produjo daños en el edificio. Las obras de esta modificación costaron 45 000 libras y finalizaron en 1645, cuando se pavimentaron el crucero y el presbiterio, y el 26 de febrero se bendijo el templo.
En 1736 se incendió el altar mayor, resultando también afectado el archivo y otras dependencias, como el órgano de Baltasar Merino instalado en 1604. En 1739 se completó la restauración, inaugurándose también la portalada principal.
Los seísmos de marzo y abril de 1748 solo produjeron daños en el remate del campanario, el tejado de la iglesia y la bóveda de una capilla. En 1751 se instaló un nuevo órgano, obra de Matías de Salanova.
En los días 13 y 14 de mayo de 1936 la iglesia fue incendiada. La estructura del edificio no sufrió daños, si bien los bienes muebles que contenía se perdieron, así como el órgano. El reacondicionamiento llevado a cabo entre 1939 y 1942 restauró la cúpula y el crucero, pero no se repuso el órgano.

## Descripción
La primitiva iglesia de Carcagente era de una única nave, con altares laterales y arcos renacentistas de crucería. La cubierta es a dos aguas con teja árabe. El templo primitivo abarcaba desde el  altar de la Milagrosa hasta la puerta de los Pies, teniendo el altar mayor en el posterior emplazamiento de dicha puerta.
Se trataba de un templo de orden gótico, ocupaba la nave de la iglesia actual, desde la puerta nueva hasta el púlpito. Todavía pueden verse arcadas de crucería gótica en el órgano. En esta época, la parroquia se encontraba todavía en la cercana población de Ternils. Con el crecimiento demográfico de Carcagente esta iglesia pronto se quedó pequeña y se le hicieron reformas en los siglos siguientes. Recuérdese que en el año 1573 la sede de la parroquia se trasladó de Ternils a Carcagente (a causa de la despoblación de la primera y de la creciente importancia de la segunda).
Más tarde, en el año 1625, se le hizo una gran remodelación, y adquirió la forma actual de crucero. De la dirección de la obra se hizo cargo el maestro Joaquín Bernabéu. Se alzó el campanario, y la coronación se puso en el año 1619. con motivo del incendio de 1736, el templo se ornamentó con el estilo barroco que tiene actualmente. Se construyó de nuevo y se realizó el frontispicio de la nueva puerta el año 1770. Durante la Guerra Civil se incendió de nuevo y volvió a reconstruirse el interior.
El templo actual es de planta basilical, con acentuación del falso crucero. Con altos muros y pilastras adosadas de alta base y contrafuertes interiores muy marcados. Entre los muros se ubican los altares laterales. Hay tres puertas de entrada.

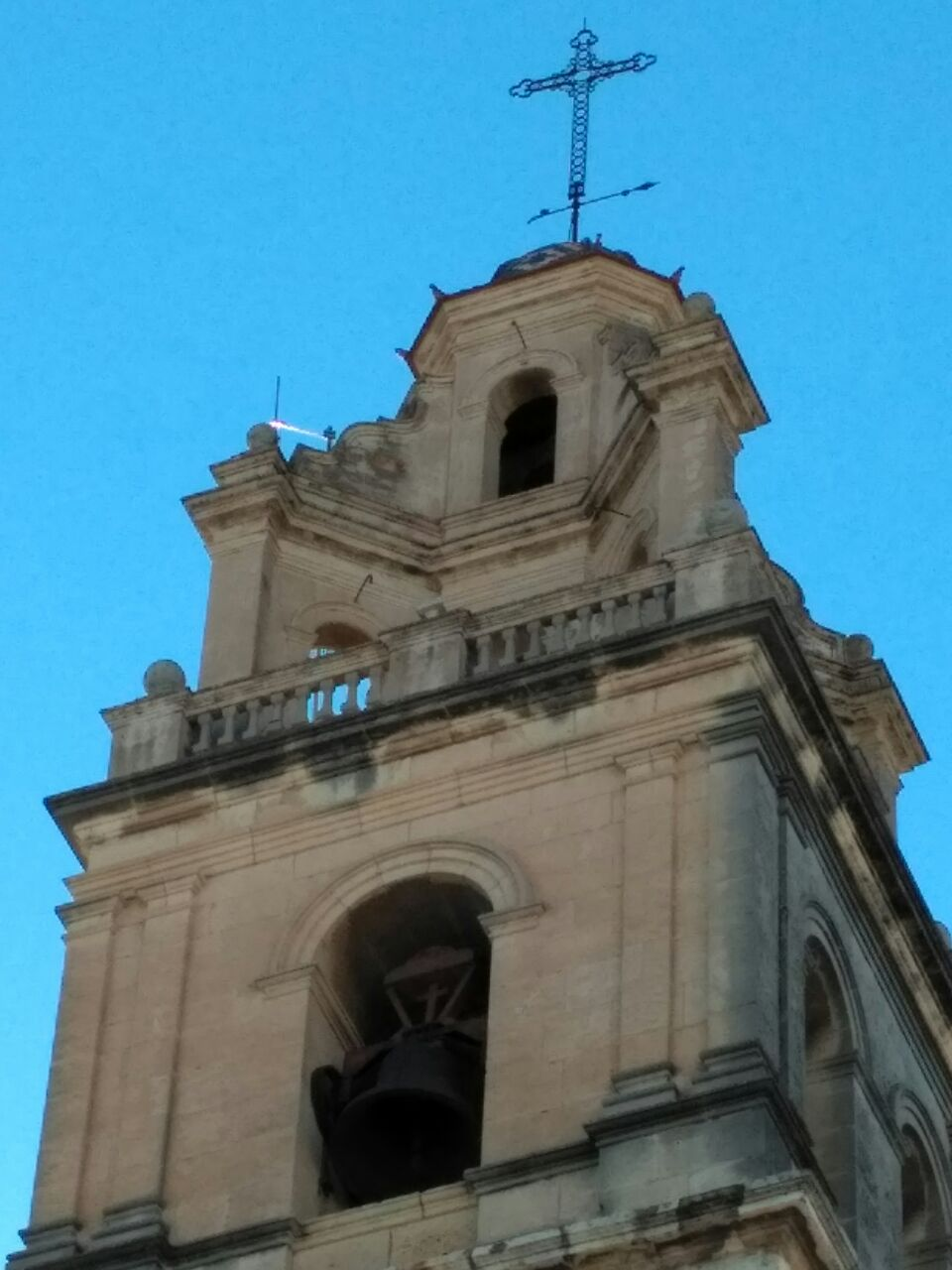
Detalle del campanario
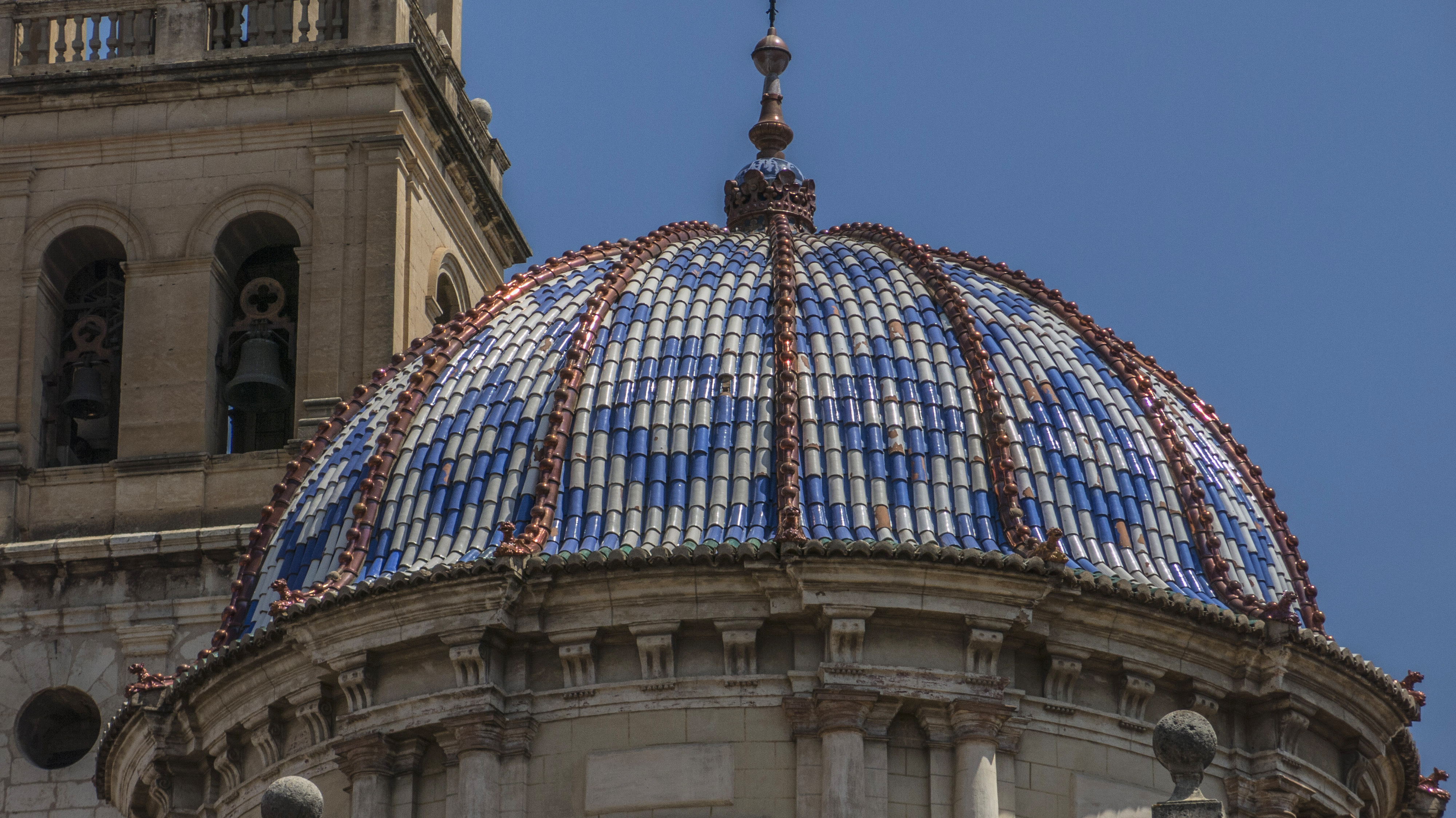
Cúpula de la iglesia
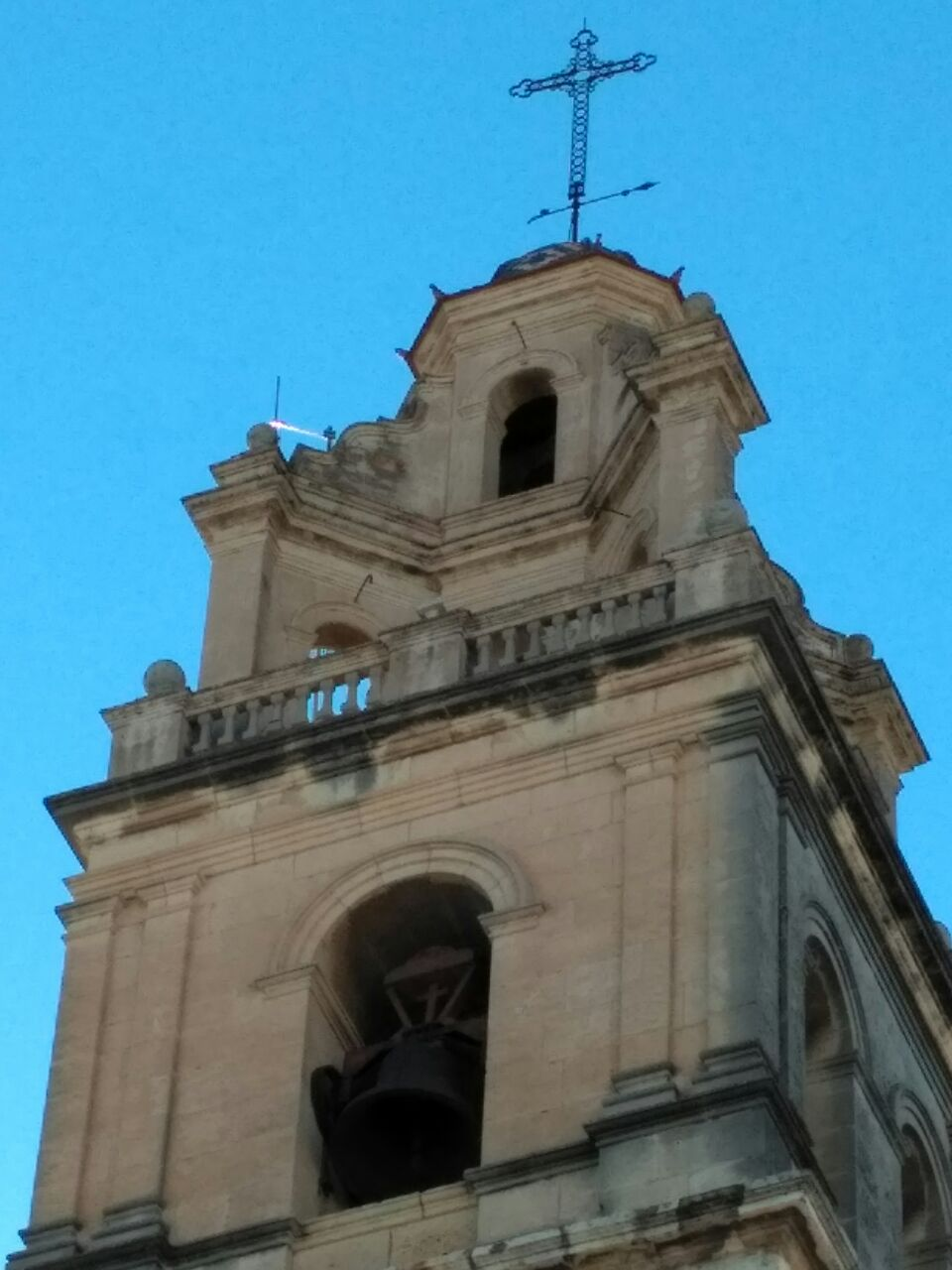
Detalle cúpula
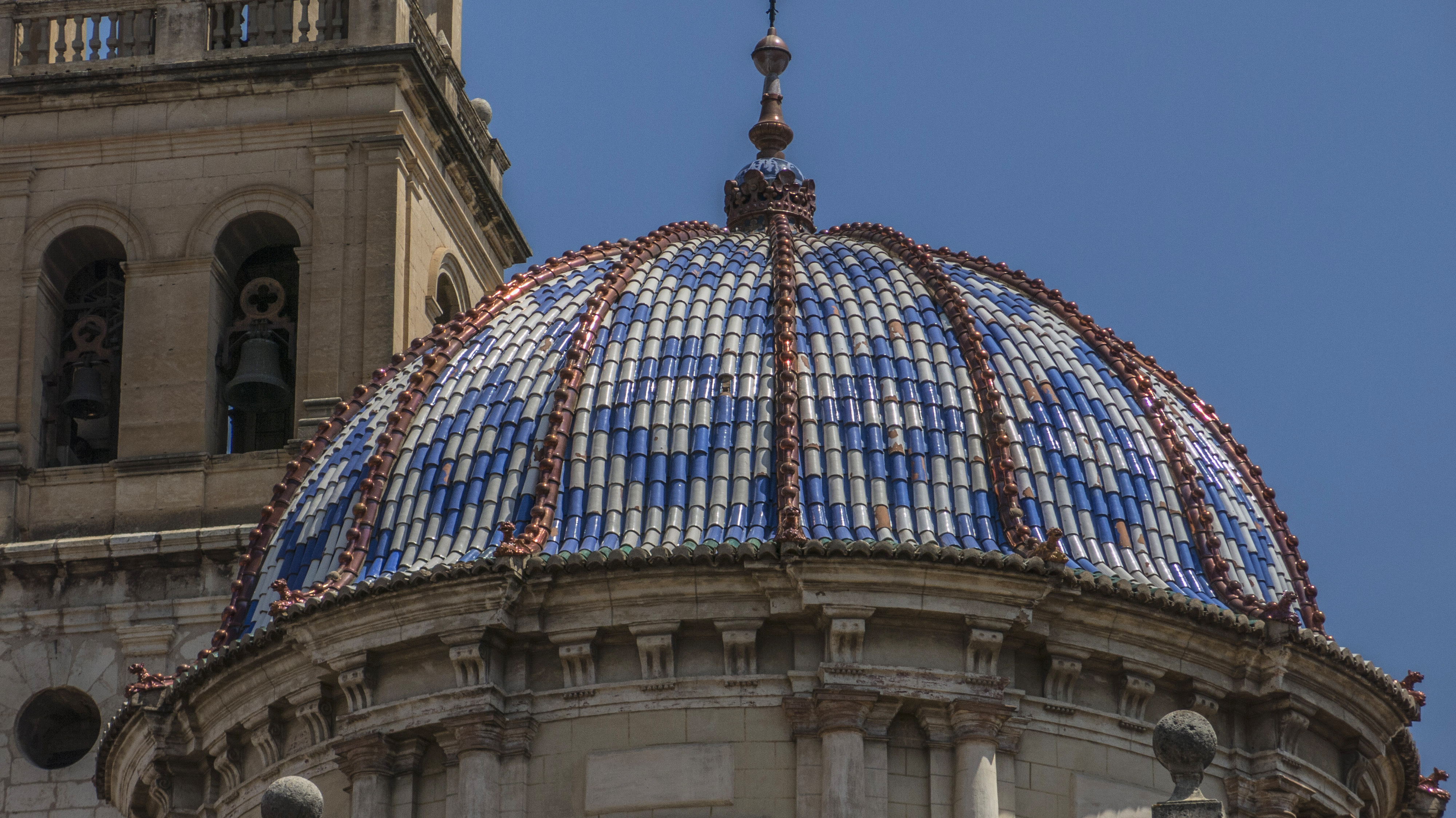
Detalle contrafuertes
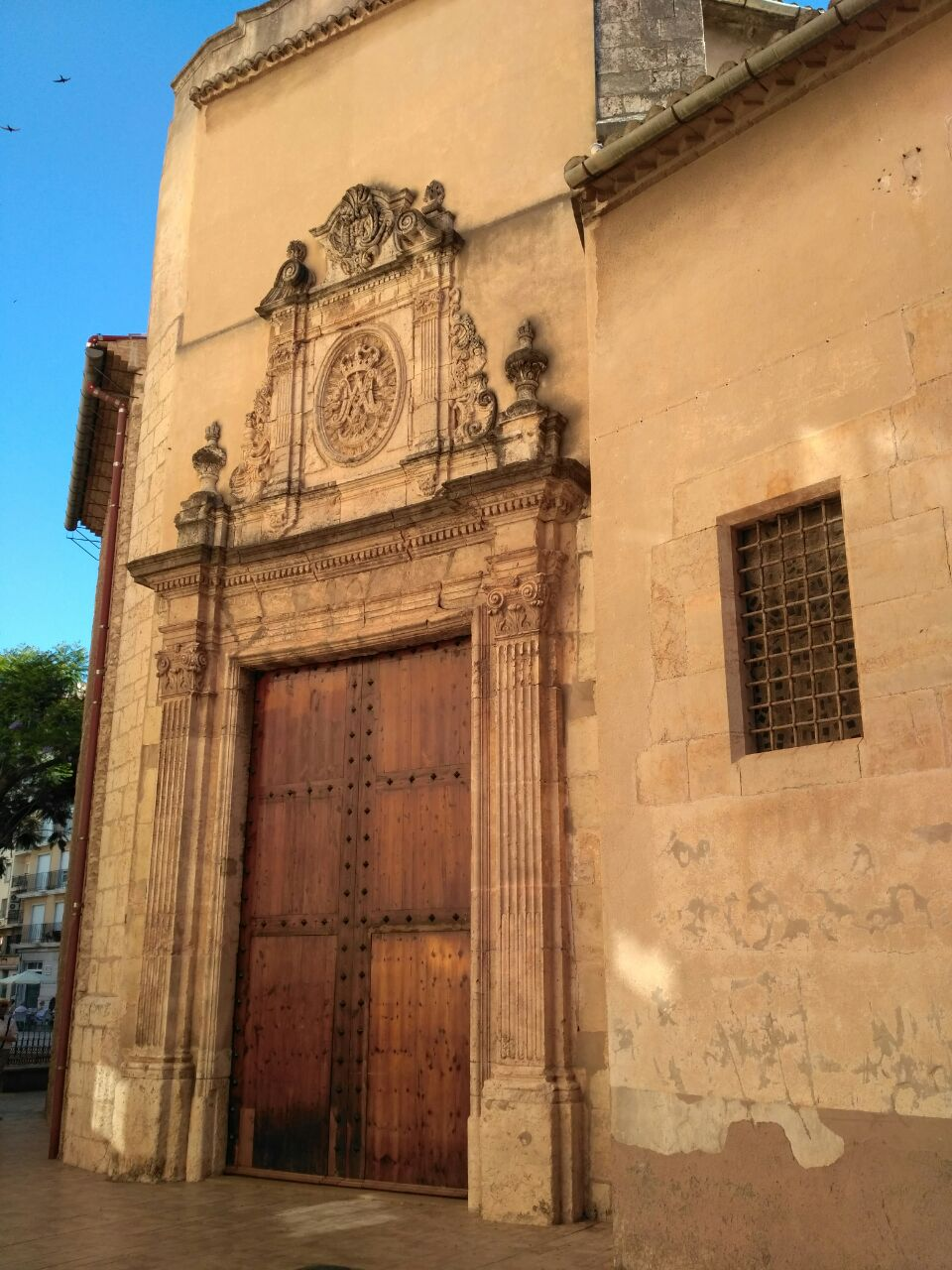
Puerta a los pies de la iglesia

En la fachada, resaltan los altos contrafuertes que resaltan la altura de la nave, el esbelto campanario rectangular (alzado por segunda vez en el año 1913, más alto que el anterior) y la monumental cúpula alzada sobre un esbelto tambor circular con la cubierta semiesférica, revestida de cerámica multicolor (estos dos últimos elementos resultan identificativos del templo).
Del interior destaca el monumental retablo de madera policromada, situado en el presbiterio. Tiene un total de once capillas, entre las cuales destaca la de la Madre de Dios de Aigües Vives, patrona de la población. También hay unas destacables pinturas de Segrelles.